# GLOW
GLOW es una serie de televisión de Netflix del género comedia dramática, creada por Liz Flahive y Carly Mensch, producida por Jenji Kohan, creadora de la serie Orange Is the New Black. La serie está centrada en una versión ficcionalizada de Gorgeous Ladies of Wrestling (GLOW), un programa de lucha libre profesional femenina originalmente creado por David McLane en los años 1980. 
La primera temporada consta de 10 episodios y fue lanzada en Netflix el 23 de junio de 2017. El 10 de agosto de ese año, Netflix anunció la renovación de la serie para una segunda temporada de diez episodios que se estrenaron el 29 de junio de 2018. El 9 de agosto de 2019 se estrenó la tercera temporada.
El 20 de septiembre de 2019, la serie se renovó por una cuarta y última temporada. Sin embargo, en octubre de 2020, Netflix revocó esa decisión y la temporada final fue cancelada debido a la pandemia de COVID-19.

## Premisa
Situada en Los Ángeles en 1985, la serie sigue a Ruth Wilder, una actriz con poco éxito. Cansada de ser rechazada en todas las audiciones que realiza, recibe una propuesta para una audición junto a un grupo de chicas, sin saber de qué se trata. Luego el director les comenta que es sobre un programa de lucha libre femenino llamado "GLOW". Ruth al inicio es rechazada por el encargado Sam Sylvia, pero luego de tener una pelea real con su examiga, la también actriz Debbie Eagan, por acostarse con el marido de la última, ambas son aceptadas en el programa.

## Reparto

### Principal
- Alison Brie como Ruth Wilder / Zoya Destroya.
- Betty Gilpin como Debbie Eagan / Liberty Belle.
- Sydelle Noel como Chery Bang / JunkChain.
- Britney Young como Carmen Wade / Machu Picchu.
- Marc Maron como Sam Sylvia, director del programa.
- Britt Baron como Justine Biagi / Scab.
- Kate Nash como Rhonda Richardson / Británica.
- Gayle Rankin como Sheila / La loba.
- Kia Stevens como Tamme Dawson / La reina de los subsidios.
- Jackie Tohn como Melanie Rose / Melrose.
- Chris Lowell como Sebastian Howard, productor del programa.

### Secundarios

#### Introducidos en la primera temporada
- Bashir Salahuddin como Keith Bang, esposo de Chery.
- Rick Sommer como Mark Eagan, esposo de Debbie.
- Kimmy Gatewood como Stacey Beswick / Ethel Rosenblatt.
- Rebekka Johnson como Dawn Rivecca / Edna Rosenblatt.
- Sunita Mani como Arthie Premkumar / Beirut, la terrorista.
- Elle Wong como Jenny Chey / Galleta de la fortuna.
- Marianna Palka como Reggie Walsh / Vicky la Vikinga.
- Alex Rich como Florian.
- Andrew Friedman como Glen Klitnick
- Casey Johnson como Billy Offal
- Ravil Isyanov como Gregory
- Marc Evan Jackson como Gary
- Elizabeth Perkins como Birdie Howard

#### Introducidos en la segunda temporada
- Shakira Barrera como Yolanda Rivas / "Junkchain"
- Victor Quinaz como Russell Barroso
- Horatio Sanz como Ray
- Annabella Sciorra como Rosalie Biagi
- Wyatt Nash como Phil
- Patrick Renna como Toby Matkins / "Cupcake"
- Phoebe Strole como Susan
- Eli Goree como Earnest Dawson
- Paul Fitzgerald como Tom Grant

#### Introducidos en la tercera temporada
- Geena Davis como Sandy Devereaux St. Clair[6]
- Breeda Wool como Denise
- Kevin Cahoon como Bobby Barnes
- Toby Huss como J. J. McCready / "Tex"
- Nick Clifford como Paul

Varios luchadores profesionales tuvieron cameos en la serie, como John Morrison, Brodus Clay, Carlito, Joey Ryan, Laura James, Alex Riley, Brooke Hogan, Christopher Daniels y Frankie Kazarian. En imágenes de vídeo aparecen Hulk Hogan, Ric Flair y Gorgeous George.Los episodios fueron dirigidos por Jessie Peretz, Lynn Shelton, Claire Scanlon, John Cameron Mitchell, Mark A. Burley, Phil Abraham, Kate Dennis, Melanie Mayron, Tristam Shapeero, Anya Adams y Alison Brie. 

## Recepción
La serie fue recibida con una muy buena crítica en el sitio web Rotten Tomatoes (Tomatazos en Hispanoamérica), la cual le otorgó una calificación de 95% de aprobado, diciendo: "Con el buen detalle del período de 1980, la escritura fulminante y un reparto asesino, GLOW brilla intensamente". En Metacritic recibió un puntaje de 81 sobre 100 puntos, basada en la crítica de 35 expertos.
GLOW tuvo una recepción mixta por parte de las luchadoras originales de GLOW. Jeanne Basone, quien luchó en la empresa originalmente como "Hollywood", comentó: "Algo del entrenamiento, el gimnasio y los atuendos lo hacen bien". Patricia Summerland, quien luchó como "Sunny the California Girl" en la empresa, vio a Sam Sylvia, el personaje de Marc Maron, como un enorme contraste con el director original de GLOW, Matt Cimber. Eileen O'Hara, quien luchó como "Melody Trouble Vixen (MTV)", sintió que no representaba fielmente a la empresa. Lisa Moretti, quien compitió como "Tina Ferrari", además de ser la que más éxito logró de las luchadoras de GLOW como Ivory en la WWF/WWE como tres veces Campeona Femenil de la WWF en la Era Attitude, se sintió aliviada que la serie no fuera un documental ya que "era más entretenido que fuera una mezcla de realidad y ficción".